# Basilam Baru (Batang Angkola)
Basilam Baru is een bestuurslaag in het regentschap Tapanuli Selatan van de provincie Noord-Sumatra, Indonesië. Basilam Baru telt 499 inwoners (volkstelling 2010).